# Lac Sawa
Le lac Sawa (en arabe : بحيرة ساوة) était un lac salé endoréique situé dans le gouvernorat irakien de Muthanna près de l'Euphrate, à une vingtaine de kilomètres à l'ouest de la ville d'Al-Samawa. Il n'avait ni émissaire ni affluent, mais communiquait avec l'Euphrate et les aquifères situés en dessous par un système de fissures dans le sol.
Le niveau de l'eau a longtemps fluctué pendant les saisons sèches et humides mais le lac ne s’asséchait pas en raison de l'équilibre entre son alimentation en eau et l'évaporation.
Depuis 2014, néanmoins le lac a commencé à s'assécher alors qu'il était une halte pour les oiseaux migrateurs , pour finir complètement à sec en 2022, le creusement de puits et l'assèchement de la nappe phréatique étant pointés du doigt.

## Description
Le lac Sawa avait une salinité élevée (jusqu'à 35 g/l), ce qui en faisait l'étendue la plus salée dans les eaux intérieures irakiennes. Les analyses chimiques et isotopiques ont révélé une origine météorique du lac et confirmé une alimentation principale à partir des eaux souterraines provenant du fond du lac via des fissures. Le lac est long de 4,47 km, et large de 1,77 kilomètre. Le niveau de l'eau dans le lac était plus haut que les terres voisines de 1 à 4 mètres, et plus haut que le niveau de l'Euphrate de 5 à 7 mètres. Des formations de gypse entourent le lac et atteignent jusqu'à 6 m de haut. Elles se sont formées en raison de l'évaporation de l'eau salée et de la sédimentation du sel dans les rives peu profondes du lac. Les formations de gypse formaient un barrage qui empêchait l'eau de s'écouler en-dehors.

## Climat
Le lac Sawa subit un climat aride. Les températures extrêmes sont 27,6 et 44,6 °C. Les précipitations annuelles moyennes sont de 110 mm par an, les valeurs d'évaporation les plus élevées se produisent en juillet (506 mm) tandis que les valeurs les plus basses se produisent en janvier (89 mm). La direction générale du vent est nord-ouest avec une vitesse de 4,1 m/s.

## Faune et flore
En raison de son eau salée, aucune plante ne pousse dans le lac ou sur ses rives. Il y a des poissons et des algues dans l'eau. Quatre espèces de poissons sont présentes dans les eaux du lac, mais ne nourrissent que les oiseaux. Ils contiennent trop de graisse pour une consommation humaine.
Le lac Sawa est riche en oiseaux ; 25 espèces d'oiseaux sédentaires et migrateurs ont été observées dans le lac Sawa et ses environs. le lac abritait un grand nombre d'oiseaux aquatiques, principalement des canards et des foulques ( Fulica atra ). La race endémique du grèbe castagneux ( Tachybaptus ruficollis iraquensis ) et la corneille mésopotamienne ( Corvus cornix capellanus ) sont présentes, ainsi que l'hypocolius gris, presque endémique . Des habitants et des chasseurs ont signalé la présence fréquente de « différents types de rapaces », en particulier au printemps et en automne, de sorte que le site peut être un lieu de rassemblement.
En raison de la diversité des terrains à proximité du lac, on constate une importante biodiversité. Les mammifères présents comprennent le renard famélique, la hyène rayée, le ratel et la mangouste grise indienne.

## Préoccupations environnementales
Le lac est une aire de pique-nique populaire, une des conséquences est le déversement de déchets. Comme il n'y a pas de couverture végétale sur le lac (roselières, etc.), les oiseaux aquatiques ont peu d'endroits pour s'abriter des visiteurs ou des chasseurs. Trois menaces ont été classées comme « élevées » : l'expansion urbaine, la pêche ainsi que la chasse aux oiseaux, et la pollution causée par l'affluence des visiteurs. Les autres menaces (agriculture, extraction des ressources, corridors de transport et de service et modification des systèmes naturels) ont été considérées comme « faibles ». Le lac est désigné site Ramsar protégé depuis 2014. 
Depuis 2014, le lac de cinq kilomètres carrés (deux milles carrés) s'assèche. Le lac était également une halte pour les oiseaux migrateurs .
En 2022, le lac est complètement à sec. Le creusement de puits et l'assèchement de la nappe phréatique sont pointés du doigt.